# Oberon (Dakota del Nord)
Oberon è un centro abitato (city) degli Stati Uniti, situato nella Contea di Benson nello Stato del Dakota del Nord. Nel censimento del 2000 la popolazione era di 318 abitanti. La città è stata fondata nel 1886.

## Geografia fisica
Secondo i rilevamenti dell'United States Census Bureau, la località di Oberon si estende su una superficie di 0,90 km², tutti occupati da terre.

## Popolazione
Secondo il censimento del 2000, a Oberon vivevano 81 persone, ed erano presenti 21 gruppi familiari. La densità di popolazione era di 93 ab./km². Nel territorio comunale si trovavano 46 unità edificate. Per quanto riguarda la composizione etnica degli abitanti, il 74,07% era bianco, il 22,22% era nativo e il 3,70% apparteneva a più di una razza.
Per quanto riguarda la suddivisione della popolazione in fasce d'età, il 22,2% era al di sotto dei 18, il 6,2% fra i 18 e i 24, il 19,8% fra i 25 e i 44, il 29,6% fra i 45 e i 64, mentre infine il 22,2% era al di sopra dei 65 anni di età. L'età media della popolazione era di 46 anni. Per ogni 100 donne residenti vivevano 84,1 maschi.